# Грабский, Станислав
Станислав Грабский (пол. Stanisław Grabski, 5 апреля 1871 — 6 мая 1949) — польский экономист, политический и государственный деятель.

## Биография
Родился в дворянской семье. Старший брат Владислава Грабского. В молодости — член Польской социалистической партии, но в 1901 году примкнул к национал-демократам. Профессор экономики Львовского университета. Во время Первой мировой войны и занятия русскими войсками Галиции — русофил, вместе с русской армией эвакуировался в Россию. Составил записку по польскому вопросу, обсуждавшуюся в официальных кругах Российской империи.
В 1919 году был выбран в сейм получившей независимость Польши. Во время Советско-польской войны выступал против союза поляков с Петлюрой. В 1921 году член польской делегации в Риге на переговорах о заключении Рижского мирного договора. В 1923 и 1925—1926 годах — министр образования и религии. Проводил политику полонизации национальных меньшинств. После майского переворота 1926 года отошёл от политической деятельности, занимался научной работой.
Во время Второй мировой войны, после оккупации восточных территорий Польши войсками Красной армии был арестован советскими властями и находился в заключении в СССР. После заключения договора Сикорского — Майского был освобождён и выехал в Лондон, где сотрудничал с польским правительством в изгнании. В 1945 году возвратился в Польшу. В 1945—1947 годах был депутатом и заместителем председателя президиума Крайовой Рады Народовой.

## Труды
- Zarys rozwoju idei społeczno-gospodarczych w Polsce (Обзор развития общественно-экономических идей в Польше, 1903)
- Ekonomia społeczna (Общественная экономика, 1927-29)
- Państwo narodowe (Национальное государство, 1929)
- Ku lepszej Polsce (К лучшей Польше, 1937)
- Na nowej drodze dziejowej (На новом пути истории, 1946)
- Pamiętniki (Воспоминания), 1989.
- Записка Грабского галицкому генерал-губернатору Г. А. Бобринскому с описанием политической борьбы среди поляков в Галиции в период 1911—1914 опубликована в сборнике: Русско-польские отношения в период мировой войны. — Центрархив, 1926.